# Pleurocera albanyensis
Elimia albanyensis, tên tiếng Anh black-crest elimia, là một loài ốc nước ngọt có mang và nắp, là động vật thân mềm chân bụng sống dưới nước thuộc họ Pleuroceridae. Đây là loài đặc hữu của Hoa Kỳ.